# Megalopa

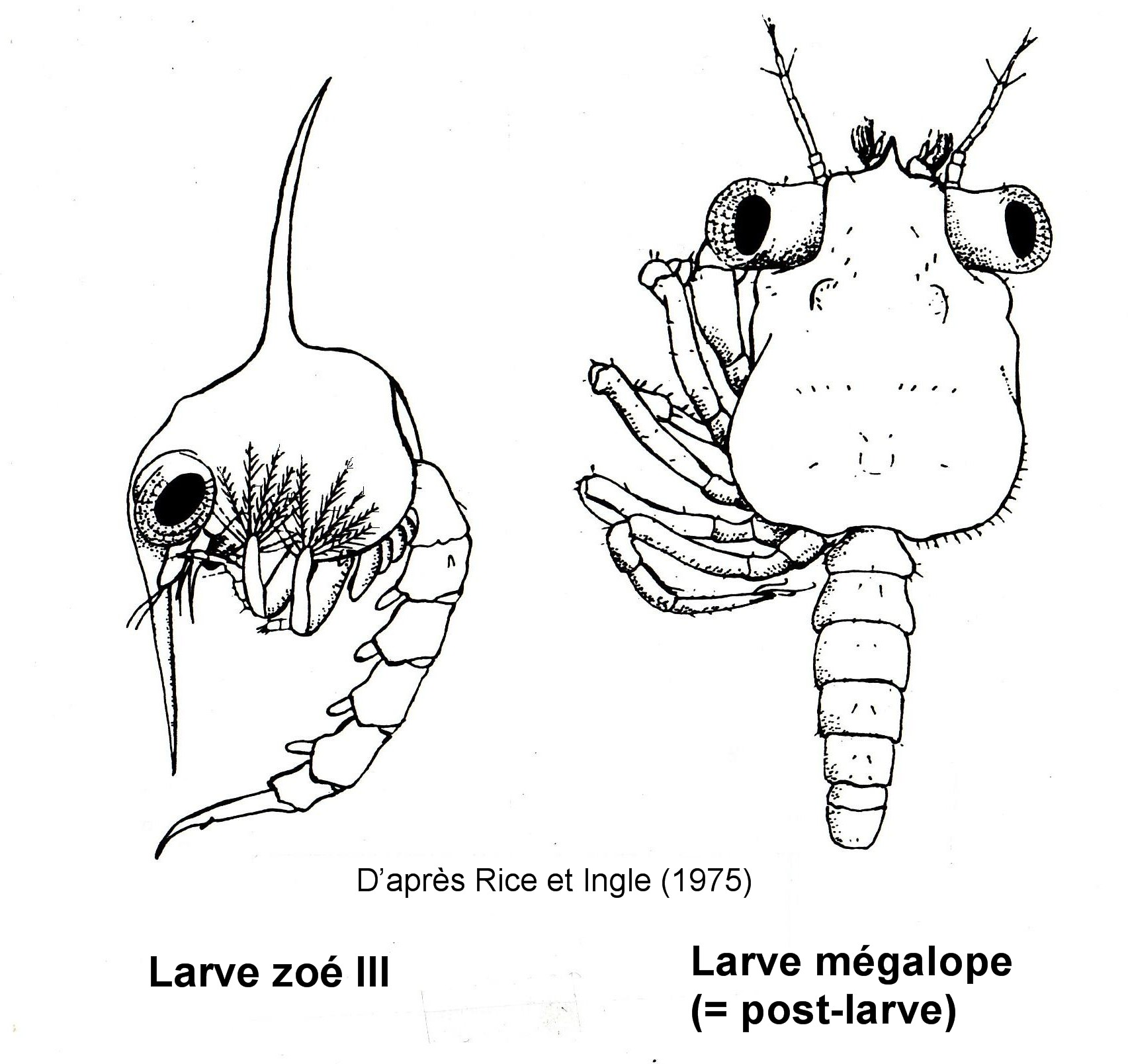
Zoea a megalopa kraba pobřežního (Carcinus maenas)

Megalopa je larva korýšů, resp. desetinožců (Decapoda). Vyvíjí se ze sekundární larvy desetinožců zvané zoea. Megalopa je již více podobná dospělci než zoea.
Složené (fasetové) oči jsou v poměru k tělu menší a hlavohruď je mohutnější než u zoey. Objevují se první klepítka a na končetinách jsou jasně rozeznatelné klouby. Ovšem má dobře vyvinutý a pohyblivý zadeček (abdomen), který není stočený pod hlavohruď jako u dospělců, u nichž je redukován a pevně stočen pod tělo.
Megalopa již neplave se zooplanktonem, ale drží se spíše u dna, především v mělkých vodách. Stává se součástí bentosu.
Po dokončení vývoje se larva přemění v juvenilního (mladého) desetinožce. Jako megalopa stráví živočich přibližně jednu třetinu doby potřebné k dokončení larválního vývoje.
K vývoji od vajíčka po dospělce: Například vývoj mořského kraba od vajíčka přes několik zoeových instarů a megalopu po juvenilního kraba trvá zpravidla jen několik týdnů.